# Peperomia tristachya
Peperomia tristachya är en pepparväxtart som beskrevs av Carl Sigismund Kunth. Peperomia tristachya ingår i släktet peperomior, och familjen pepparväxter. Inga underarter finns listade i Catalogue of Life.